# Sarule
Sarule é uma comuna italiana da região da Sardenha, província de Nuoro, com cerca de 1.900 habitantes. Estende-se por uma área de 52 km², tendo uma densidade populacional de 51 hab/km². Faz fronteira com Mamoiada, Ollolai, Olzai, Orani, Ottana, Gavoi.

## Demografia
| Variação demográfica do município entre 1861 e 2011                               |
|                                                                                   |
| Fonte: Istituto Nazionale di Statistica (ISTAT) - Elaboração gráfica da Wikipedia |